# Ligação a proteínas plasmáticas
As drogas sofrem ligação a proteínas plasmáticas. A eficácia de uma droga é afetada pelo grau em que ela se liga a proteínas no plasma sanguíneo. Quanto menos ligante a droga for, mais eficientemente ela pode transpor as membranas celular ou se difundir. As proteínas em que as drogas mais se ligam são a albumina, lipoproteína, glicoproteína e globulinas α, ß‚ e γ.
Uma droga existe no sangue em duas formas: ligada e não ligada a proteínas. Dependendo da afinidade da droga específica pela proteína plasmática, uma porção da droga pode se tornar ligada às proteínas plasmáticas, enquanto o restante permanece não-ligado. Se a ligação à proteína é reversível, então um equilíbrio químico irá existir entre os estados ligado e não-ligados, tal que:
proteína + droga ⇌ complexo proteína-droga
Notavelmente, é a fração não-ligada (ou livre) que exibe efeitos farmacológicos. É também a fração que pode ser metabolizada e/ou excretada. Por exemplo, a "fração ligante" do anticoagulante varfarina é de 97%. Isso significa que 97% de toda varfarina presente no sangue está ligada a proteínas plasmáticas. Os 3% restantes (fração não-ligada) são a fração que está realmente ativa e pode ser excretada.
A ligação a proteínas pode influenciar na meia-vida biológica no corpo. A porção ligada pode atuar como um reservatório ou depósito do qual a droga é lentamente liberada na forma não-ligada. Como a forma não-ligada está sendo metabolizada e/ou excretada do corpo, a fração ligada será liberada a fim de que se mantenha o equilíbrio.
Já que a albumina é básica, drogas neutras e ácidas irão primariamente se ligar a ela. Se a albumina se tornar saturada, estas drogas irão se ligar então à lipoproteína. Drogas básicas irão se ligar à alfa-1-glicoproteína ácida. Isto é importante, pois várias condições médicas afetam os níveis de albumina, alfa-1-glicoproteína ácida e lipoproteína.